# 泉田啓
泉田 啓（せんだ けい）は、日本の航空宇宙工学者。京都大学大学院工学研究科航空宇宙工学専攻教授。

## 人物・経歴
大阪府立大学工学部航空工学科卒業。大阪府立大学大学院工学研究科航空工学専攻修了。博士（工学）。
大阪府立大学助手、同講師、同助教授、金沢大学大学院自然科学研究科准教授、同教授を経て、2008年京都大学大学院工学研究科航空宇宙工学専攻教授。

## 受賞
- アメリカ航空宇宙学会誘導・航法・制御会議最優秀発表論文賞 1992[2]
- システム制御情報学会学会賞 1994[2]
- システム制御情報学会論文賞 1994[2]
- 富山県未来財団とやま賞（学術研究部門） 2002[2]
- システム・サイバネティクス・情報科学総合会議優秀論文 2004[2]
- アメリカ航空宇宙学会ディスティングィッシュ・サービス賞 2011[2]
- 米国電気電子学会最優秀論文ファイナリスト 2011[2]
- 米国電気電子学会バイオ医療ロボティクス・バイオメカトロニクス国際会議優秀論文賞 2012[2]
- 日本機械学会宇宙工学部門一般表彰スペースフロンティア 2015[2]
- 計測自動制御学会システム・情報部門論文賞 2017[2]